# 11 O'Clock Tick Tock Tour
11 O'Clock Tick Tock Tour fue una gira realizada por la banda de rock irlandesa U2 tras el lanzamiento de su sencillo 11 O'Clock Tick Tock. La gira tomó parte durante la primera mitad de 1980 y constó de conciertos por el Reino Unido e Irlanda.

## Fechas del tour[1]
| Fecha               | País       | Ciudad     | Lugar                          |
| 22 de mayo de 1980  | Inglaterra | Londres    | Hope & Anchor                  |
| 23 de mayo de 1980  | Inglaterra | Londres    | Moonlight Club                 |
| 24 de mayo de 1980  | Inglaterra | Sheffield  | University                     |
| 26 de mayo de 1980  | Inglaterra | Brighton   | New Regent                     |
| 27 de mayo de 1980  | Inglaterra | Londres    | Rock Garden                    |
| 28 de mayo de 1980  | Inglaterra | Brístol    | Trinity Hall                   |
| 29 de mayo de 1980  | Inglaterra | Birmingham | Cedar Ballroom                 |
| 30 de mayo de 1980  | Inglaterra | Londres    | Nashville Rooms                |
| 31 de mayo de 1980  | Inglaterra | Mánchester | Polytechnic                    |
| 2 de junio de 1980  | Inglaterra | Nuneaton   | 77 Club                        |
| 3 de junio de 1980  | Inglaterra | Nottingham | Boat Club                      |
| 4 de junio de 1980  | Inglaterra | Mánchester | Beach Club                     |
| 5 de junio de 1980  | Inglaterra | Leeds      | Fan Club                       |
| 6 de junio de 1980  | Inglaterra | Dudley     | J.B´s                          |
| 7 de junio de 1980  | Inglaterra | Londres    | Marquee Club                   |
| 8 de junio de 1980  | Inglaterra | Londres    | Half Moon Club                 |
| 10 de julio de 1980 | Inglaterra | Londres    | Clarendon Hotel                |
| 11 de julio de 1980 | Inglaterra | Londres    | Half Moon Club                 |
| 12 de julio de 1980 | Inglaterra | Londres    | Moonlight Club                 |
| 13 de julio de 1980 | Inglaterra | Londres    | Marquee Club                   |
| 27 de julio de 1980 | Irlanda    | Dublín     | Lexlip Castle, Dublin Festival |